# Søbylund
Søbylund ligger i Midtjylland og er en lille bebyggelse i Kølkær Sogn, beliggende 3 kilometer syd for Kølkær ved jernbanen mellem Herning og Brande. Der bor ca. 50 mennesker i 30 huse. Søbylund hører til Herning Kommune og ligger i Region Midtjylland.
Landsbyen har været beboet af brunkulsarbejdere i perioden 1939-1970. På den tid var der adskillige butikker i Søbylund, der lå i umiddelbar nærhed af Søby Brunkulsleje.
Landsbyens eneste virksomheder i dag, er et stenværksted og et galleri. Søbylund hører til Kølkær Skoledistrikt og landsbyens børn (i skolealderen) går på Kølkær Skole.
|  | Denne artikel om lokaliteten Søbylund kan blive bedre, hvis der indsættes et (bedre) billede. Du kan hjælpe ved at afsøge Wikimedia Commons for et passende billede eller lægge et op på Wikimedia Commons med en af de tilladte licenser og indsætte det i artiklen. |

56°2′30″N 9°6′20″Ø / 56.04167°N 9.10556°Ø